# Evansville IceMen
Die Evansville IceMen waren ein US-amerikanisches Eishockeyfranchise in  Evansville, Indiana. Das Team spielte in seiner achtjährigen Geschichte in der All American Hockey League, der Central Hockey League sowie zuletzt bis zur Saison 2015/16 in der ECHL. Die IceMen spielten im 11.000 Plätze fassenden Ford Center. Bei Eishockeyspielen bot die Spielstätte 8.800 Sitzplätze.

## Geschichte
Gegründet wurde das Franchise im Jahr 2008 als eines der vier Gründungsmitglieder der AAHL. Das Partnerteam waren die Fort Wayne Komets aus der International Hockey League.
Am 14. Februar 2009 stellten die Evansville IceMen zwei Rekorde auf. Zum einen besiegten sie mit dem höchsten AAHL-Resultat die Chicago Blaze mit 24:4 Toren, andererseits gelang ihrer Torhüterin Kira Hurley als erster weiblicher Torhüterin in der Geschichte des professionellen Männereishockeys ein Scorerpunkt. In der Saison 2009/10 sicherten sich die IceMen mit einem Sieg in der Playoffserie über die West Michigan Blizzard mit dem Rod Davidson Cup den Meistertitel der AAHL.
Im Juli 2009 kündigte die International Hockey League die Aufnahme der Evansville IceMen in ihre Liga an. Ein genauer Zeitpunkt wurde nicht genannt, da dieser von der Fertigstellung eines neuen, größeren Stadions in Evansville abhängig war. Im Juni 2010 wurde Evansville in die IHL aufgenommen und nahm nach deren Fusion mit der Central Hockey League ab der Saison 2010/11 am Spielbetrieb der CHL teil.
Im August 2010 übernahm Richard Kromm die Aufgaben des Cheftrainers und General Manager. In ihrer Premierensaison belegten die IceMen mit 55 Punkten den letzten Platz in der Turner Conference und waren das punktschlechteste Team der Liga. Bester teaminterner Scorer war Nicklas Lindberg mit 69 Punkten. Mit Jeff Christian, Mario Larocque, Jeff Nelson und Damian Surma standen vier Spieler im Kader, die im Verlauf ihrer Laufbahn in der National Hockey League gespielt hatten.
In der Saison 2011/12 trugen die IceMen ihre Heimspiele im 11.000 Plätze fassenden Ford Center aus, dessen Eröffnung auf November 2011 festgesetzt wurde. Zuvor war die Swonder Ice Arena, welche 1.500 Zuschauerplätze fasste, der Heimspielort des Teams. Der Stadtrat von Evansville hatte im Dezember 2008 das 127,5 Millionen US-Dollar teure Projekt genehmigt. Im August 2011 sicherte sich Ford die Namensrechte an der Evansville Arena für zehn Jahre und investierte rund 4,2 Millionen US-Dollar.
Im Mai 2012 wurde schließlich die Aufnahme des Teams in die ECHL zur Saison 2012/13 verkündet. In der Spielzeit 2013/14 kooperierten die IceMen mit den Columbus Blue Jackets aus der National Hockey League. Für die folgende Spielzeit 2014/15 ging man eine Kooperation mit den Ottawa Senators ein.
Während der Saison 2015/16 scheiterten alle Verhandlungen des Franchise mit der Stadt Evansville um einen neuen Pachtvertrag für das Ford Center. In der Folge gab Eigentümer Ron Geary im Januar 2016 den Umzug des Teams nach Owensboro, Kentucky bekannt. Im Gegenzug verkündeten die Verantwortlichen der Stadt Evansville im Februar gleichen Jahres, dass mit Beginn der Saison 2016/17 ein Franchise der Southern Professional Hockey League den Platz der IceMen einnehmen werde. Wiederum einen Monat später bestätigte die ECHL den Umzug der IceMen nach Owensboro, wobei das Team erst mit der Saison 2017/18 den Spielbetrieb aufnehmen werde, um genug Zeit für Renovierungen an der neuen Spielstätte einzuräumen. Im September 2016 gab Geary jedoch bekannt, dass die Renovierungen an der Arena (Owensboro Sportscenter) deutlich aufwändiger und teurer wären, als ursprünglich gedacht, sodass man sich final gegen den Kauf und den Umzug des Teams nach Owensboro entschied.
Im Februar 2017 wurde verkündet, dass die ECHL einem Umzug des Teams nach Jacksonville, Florida zugestimmt hat. Dort läuft das Team fortan unter dem Namen Jacksonville Icemen in der Jacksonville Veterans Memorial Arena auf.